# کیریل دسپودوف
کیریل دسپودوف (بلغاری: Кирил Василев Десподов؛ زادهٔ ۱۱ نوامبر ۱۹۹۶) بازیکن فوتبال اهل بلغارستان است.
از باشگاه‌هایی که در آن بازی کرده است می‌توان به باشگاه فوتبال لیتکس لووچ اشاره کرد.
وی همچنین در تیم‌های ملی فوتبال  زیر ۲۱ سال بلغارستان، و بلغارستان بازی کرده است.